# Paul Tillich
Paul Johannes Tillich, nemško-ameriški teolog in filozof, * 20. avgust 1886, † 22. oktober 1965. 
Štejejo ga med najbolj vplivne protestantske teologe 20. stoletja (skupaj z Rudolfom Bultmannom, Karlom Barthom in Reinholdom Niebuhrom).

## Življenje
Protestantski nemško-ameriški teolog in filozof Paul Johannes Tillich se je rodil 20. avgusta 1886 v majhni vasici v današnji nemški zvezni deželi Brandenburg. Bil je najstarejši izmed treh otrok. Oče je bil luteranski pastor evangeličanske cerkve, mama pa je bila liberalnejših nazorov. Tillich se je navduševal nad Schellingovo filozofijo narave in teologijo Martina Kählerja, ki je izhajala iz temeljev Svetega Pavla in Martina Lutra. Z njo je leta 1910 končal svoj študij filozofije in leto pozneje tudi študij protestantske teologije na Univerzi Halle. Iz obeh smeri se je tudi habilitiral in kasneje predaval na univerzah v Berlinu, Marburgu, Dresdnu, Leipzigu in Frankfurtu. V času od leta 1919 do 1933 je veliko pisal in tudi izdal več kot 100 esejev, člankov in drugih prispevkov. V Nemčiji je deloval predvsem kot filozof in srkal vplive nemškega idealizma, čeprav njegova mišljenjska struktura ne pozna stroge razmejitve med raznimi miselnimi tokovi. Svoj prvi večji poizkus sistematizacije človekovega duhovnega popotovanja z vidika filozofije je podal v delu Das System der Wissenschaften nach Gegenständen und Methoden (1923).
Med prvo svetovno vojno je služil kot vojaški duhovnik. Kasneje se je zaradi ideoloških in nepolitičnih nazorov pridružil socialističnemu gibanju. Verjel je v idejo socialne prenove, novozavezni kairos, kot historični moment prevrata in transformacije v novo stanje bitja. Tilichu je bilo kot gorečemu zagovorniku svobode in kritiku nacističnega gibanja odrečeno gostoljubje nemških univerz. Leta 1933 se je tako pred nacizmom umaknil v ZDA, kamor ga je povabila neodvisna teološka fakulteta v New Yorku Union Theological Seminary (1933–1955). Predaval je še na  Harvardu (1955–1962) in na Univerzi v Chicagu (1962–1965).
Za posledicami srčnega infarkta je umrl 22. oktobra 1965 v Chicagu , ZDA.

## Delo
Tilichovo življenjsko delo je v petih delih zbrano v Sistematska teologija (Systematic Theology, 1951–1963), kjer je predstavil svojo metodo korelacije:
- razum in razodetje
- bit in Bog
- eksistenca in Kristus
- življenje in duh
- zgodovina in božje kraljestvo